# ホフマン島
ホフマン島 はスタテンアイランドのサウスビーチ沖にあるニューヨーク湾の小さな人工島(0.045平方km)。すぐ南には最小（0.016平方km)の人工島、 スウィンバーン島がある。 1873年にオーチャード浅瀬の上に作成されたの埋立地で、島の名前はニューヨーク市長 (1866–1868年）およびニューヨーク州知事 (1869–1871) のジョン・トンプソン・ホフマンに由来する。

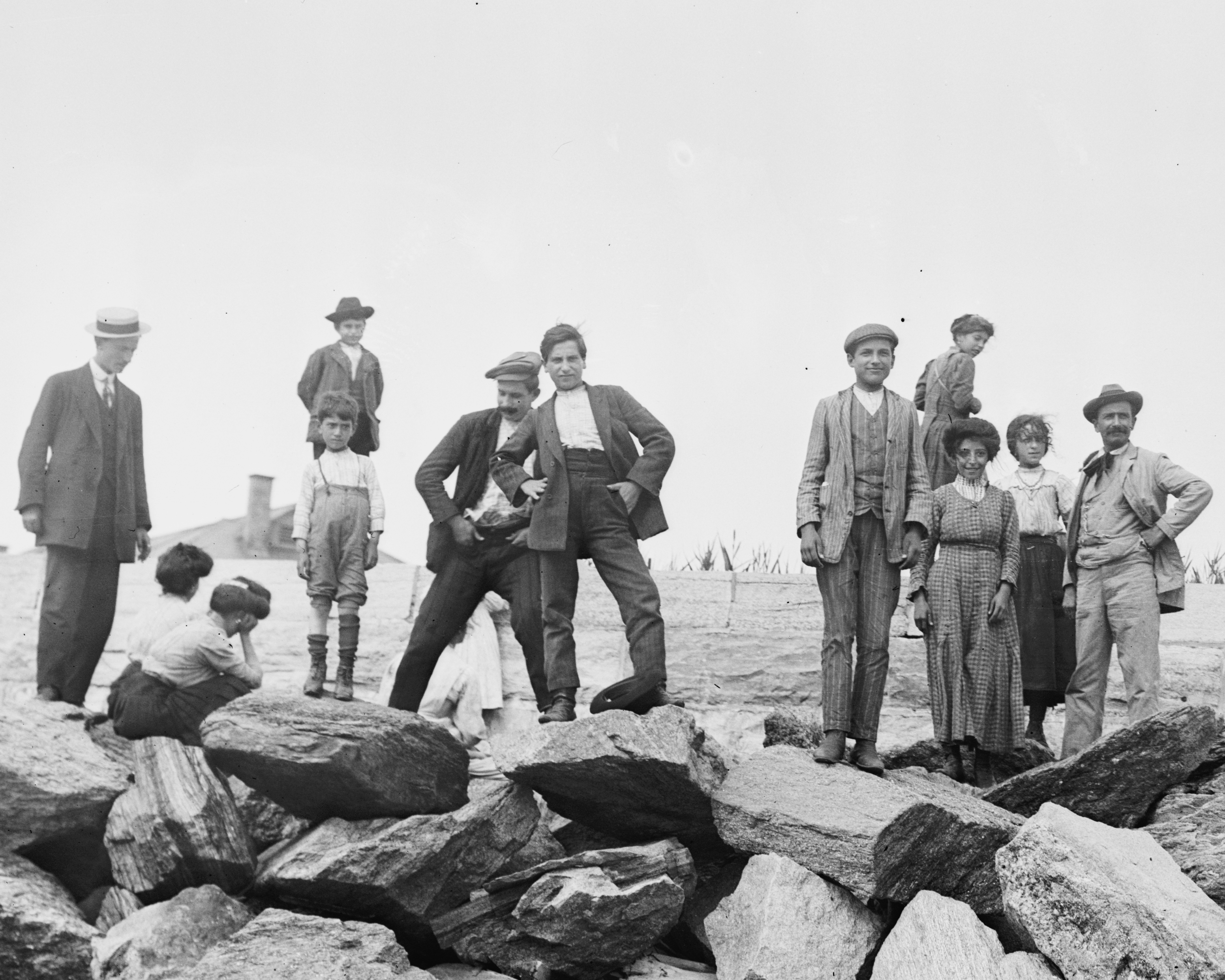
1910-1915

1800年代後半から1900年代初頭にかけて、ホフマン島はエリス島の移民管理局で伝染病の疑いをかけられた人々の隔離場として用いられていた。